# 大河内顕雅
大河内 顕雅（おかわち あきまさ、生没年不詳）は、室町時代前期の武将。伊勢国司北畠家の第3代当主・北畠満雅の弟。子に赤松教康室。

## 生涯
応永19年（1412年）8月、満雅は幕府が明徳の和約に反し、北朝から南朝に皇統が譲られないことを不服とし、幕府に条件履行を迫って伊勢で挙兵、幕府方の城や北畠一族で足利方についた木造俊康の坂内城を攻め落とした。そして北畠雅俊（初代坂内氏）を木造城に、実弟の顕雅を大河内城に入れた。これにより顕雅は、北畠氏庶流・大河内氏の祖となった。
顕雅は兄・満雅をよく助け活躍したが、正長元年（1429年）12月に満雅が討ち死にすると、その子・教具はまだ7歳であった為、顕雅が職務を代行し、三宝院満済と赤松満祐を介して6代将軍・足利義教と和睦した。この時、旧領の一志郡・飯高郡が北畠家に返還され、替わりに南朝皇族･小倉宮親王が帰京させられている。
永享2年（1430年）4月、義教に拝謁し、更に永享3年（1431年）2月12日と3月の2回の義教による伊勢神宮参拝には満済とともに将軍に奉仕している。
永享12年（1440年）、幕府は伊勢守護の土岐持頼（世保家）を誅殺、一色教親を伊勢守護とし、伊勢の国政は伊勢国司に任せて分領を定めさせている。
嘉吉元年（1441年）、従三位非参議に叙任され引退し、教具が伊勢国司となった。同年、義教が満祐に討たれた後（嘉吉の乱）、その子・教康（顕雅の娘婿）が伊勢に逃れてくると、これを拒み自害に追い込んだ。

## 文献
- 伊勢國司記略